# Дискографія Pennywise
Це дискографія американського панк-рок-гурту Pennywise, заснованого у 1988 у Hermosa Beach, California, що містить 12 студійних альбоми, один концертний альбом, два міні-альбоми (EP), одну збірку, один DVD-альбом та 14 синглів. Тут міститься перелік релізів без включення матеріалу записаного учасниками, чи колишніми учасниками Pennywise які були записані разом з CON/800, One Hit Wonder та Chaos Delivery Machine.

## Студійні альбоми
| Рік                                       | Деталі альбому                                                                                     | Пікова позиція в чарті | Пікова позиція в чарті | Пікова позиція в чарті | Пікова позиція в чарті | Пікова позиція в чарті | Пікова позиція в чарті | Пікова позиція в чарті | Пікова позиція в чарті | Пікова позиція в чарті | Пікова позиція в чарті | Примітки |
| Рік                                       | Деталі альбому                                                                                     | US                     | US Ind.                | AUS                    | CAN                    | FIN                    | GER                    | NLD                    | NZL                    | SWI                    | UK                     | Примітки |
| ----------------------------------------- | -------------------------------------------------------------------------------------------------- | ---------------------- | ---------------------- | ---------------------- | ---------------------- | ---------------------- | ---------------------- | ---------------------- | ---------------------- | ---------------------- | ---------------------- | --- |
| 1991                                      | Pennywise - Видано: 22 жовтня 1991 - Лейбл: Epitaph - Формат: CD, CS, LP                           | —                      | —                      | —                      | —                      | —                      | —                      | —                      | —                      | —                      | —                      | - Дебютний реліз. - Перезаписаний 8 березня 2005. - Версія 2005-року мітить бонусний трек "Psycho 89".                                                                                               |
| 1993                                      | Unknown Road - Видано: 17 серпня 1993 - Лейбл: Epitaph - Формат: CD, CS, LP                        | —                      | —                      | —                      | —                      | —                      | —                      | —                      | —                      | —                      | —                      | - Перезаписаний 8 березня 2005. - Ще не бувши членом гурту, басист Ренді Бредбері вніс свій вклад в альбом.                                                                                          |
| 1995                                      | About Time - Видано: 13 червня 1995 - Лейбл: Epitaph - Формат: CD, CS, LP                          | 96                     | —                      | 55                     | —                      | 24                     | 76                     | 84                     | —                      | —                      | —                      | - Перезаписаний 8 березня 2005. - Останній альбом записаний з першим басистом Джейсоном Тйорском перед його суїцидом у 1996. - AUS: Gold                                                             |
| 1997                                      | Full Circle - Видано: 22 квітня 1997 - Лейбл: Epitaph - Формат: CD, CS, LP                         | 79                     | —                      | 13                     | 50                     | 38                     | —                      | 93                     | 36                     | —                      | —                      | - Перезаписаний 8 березня 2005. - Перший реліз с новим басистом Ренді Бредбері - Містить "Bro Hymn Tribute", перезаписану версію "Bro Hymn", яка присвячена смерті Джейсона Тйорска. - AUS: Gold     |
| 1999                                      | Straight Ahead - Видано: 1 червня 1999 - Лейбл: Epitaph - Формат: CD, CS, LP                       | 62                     | —                      | 8                      | 17                     | —                      | 93                     | —                      | 12                     | —                      | 193                    | |
| 2001                                      | Land of the Free? - Видано: 19 червня 2001 - Лейбл: Epitaph - Формат: CD, CS, LP                   | 67                     | 2                      | 21                     | —                      | —                      | —                      | —                      | 32                     | 89                     | 134                    | |
| 2003                                      | From the Ashes - Видано: 9 вересня 2003 - Лейбл: Epitaph - Формат: CD, CS, LP                      | 54                     | 4                      | 13                     | —                      | —                      | 77                     | —                      | 47                     | 47                     | 148                    | |
| 2005                                      | The Fuse - Видано: 9 серпня 2005 - Лейбл: Epitaph - Формат: CD                                     | 78                     | 9                      | 36                     | —                      | —                      | 100                    | —                      | —                      | 60                     | —                      | |
| 2008                                      | Reason to Believe - Видано: 25 березня 2008 - Лейбл: MySpace - Формат: CD, LP, цифрова дистрибуція | 98                     | 12                     | 46                     | —                      | —                      | —                      | —                      | —                      | 97                     | —                      | - Альбом був тимчасово доступний для безкоштовного завантаження через MySpace. - Останній альбом за участі ведучого вокаліста Джима Ліндберга перед тим як він тимчасово залишив гурт у серпні 2009. |
| 2012                                      | All or Nothing - Видано: 1 травня 2012 - Лейбл: Epitaph - Формат: CD, LP, цифрова дистрибуція      | 76                     | 10                     | 27                     | 66                     | —                      | 49                     | —                      | —                      | 34                     | —                      | - Єдиний альбом з Золтаном Теглашем як вокалістом. |
| 2014                                      | Yesterdays - Видано: 15 липня 2014 - Лейбл: Epitaph - Формат: CD, LP, цифрова дистрибуція          | 62                     | 9                      | 16                     | —                      | —                      | 41                     | —                      | —                      | 52                     | —                      | - Хоча Pennywise вважають, що «Yesterdays» повинен бути студійним альбомом, він містить мікс невиданих, старих треків та треків, що подобаються фанатам.                                             |
| 2018                                      | Never Gonna Die - Видано: 20 квітня 2018 - Лейбл: Epitaph - Формат: CD, LP, цифрова дистрибуція    | 119                    | 8                      | 18                     | —                      | —                      | 24                     | —                      | —                      | 23                     | —                      | |
| «—» означає, що реліз не потрапив в чарт. | |                        |                        |                        |                        |                        |                        |                        |                        |                        |                        | |

## Міні-альбоми
| Рік  | Назва                | Лейбл      | Додаткова інформація                                                           |
| ---- | -------------------- | ---------- | ------------------------------------------------------------------------------ |
| 1989 | A Word from the Wise | Theologian | - Перевиданий в 1992 році на Wildcard/A Word from the Wise, разом з другим EP. |
| 1989 | Wildcard             | Theologian | - Перевиданий в 1992 році на Widlcard/A Word from the Wise, разом з першим EP. |

## Збірки / Концертні альбоми
| Рік  | Назва                                                      | Лейбл                  | US  | Формат | Додаткова інформація                                                                                           |
| ---- | ---------------------------------------------------------- | ---------------------- | --- | ------ | --- |
| 1992 | Wildcard/A Word from the 'Wise                             | Theologian             | —   | CD     | - Збірка з двох перших міні-альбомів. - Перші 5 треків взято з A Word from the Wise. - Решту взято з Wildcard. |
| 1997 | Violent World — A Tribute to the Misfits                   | Caroline Records       | —   | CD     | - Містить трек «Astro Zombies».                                                                                |
| 1998 | Punk-O-Rama III                                            | Epitaph                | —   | CD     | - Містить трек «Wake Up».                                                                                      |
| 1999 | Short Music For Short People                               | Fat Wreck Chords       | 191 | CD     | - Містить трек «30 Seconds 'Till The End of The World».                                                        |
| 2000 | Live @ the Key Club                                        | Epitaph                | 198 | CD/LP  | - Єдиний концертний альбом. - Містить кавер-версію на пісню «Minor Threat» однойменного гурту.                 |
| 2004 | Rock Against Bush, Vol. 1                                  | Fat Wreck Chords       | —   | CD     | - Містить трек «God Save The USA».                                                                             |
| 2005 | Look at All the Love We Found                              | Cornerstone RAS        | —   | CD     | - Триб'ют-альбом, присвячений гурту Sublime. - Містить трек «Same in the End».                                 |
| 2007 | Our Impact Will Be Felt                                    | Abacus Recordings      | —   | CD     | - Триб'ют-альбом різних виконавців, присвячений гурту Sick of It All. - Містить трек «My Life».                |
| 2009 | Let Them Know — The Story of Youth Brigade and BYO Records | BYO Records            | —   | CD     | - Містить кавер-версію пісні «We're Gonna Fight» гурту 7 Seconds.                                              |
| 2013 | The Songs of Tony Sly: A Tribute                           | Fat Wreck Chords       | —   | CD     | - Містить кавер пісні «Devonshire & Crown» на честь Тоні Слая.                                                 |
| 2015 | Nighteen Eighty Eight                                      | Hardline Entertainment |     | Вініл  | - Збірка з двох перших міні-альбомів. - Перші 5 треків взято з A Word from the Wise. - Решту взято з Wildcard. |

## Відео-альбоми
| Рік  | Назва       | Лейбл                  | Формат  | Інше                                                                              |
| ---- | ----------- | ---------------------- | ------- | --------------------------------------------------------------------------------- |
| 1995 | Home Movies | Epitaph                | VHS/DVD | - Оригінальний реліз на VHS в 1995 році. - DVD перевидання 9 листопада 2004 року. |
| 1995 | Unity       | Millennium Productions | VHS     | - Оригінальний реліз на VHS в 1995 році.                                          |

В 2000 році велась робота над концертним DVD, матеріали для якого здебільшого були зняті в Австралії.

## Сингли
| Рік                                       | Трек                     | US Alt | NZ | AU | Альбом             |
| ----------------------------------------- | ------------------------ | ------ | -- | -- | ------------------ |
| 1993                                      | «Homesick»               | —      | —  | —  | Unknown Road       |
| 1994                                      | «Tomorrow»               | —      | —  | —  | Не альбомний сингл |
| 1995                                      | «Same Old Story»         | —      | —  | —  | About Time         |
| 1997                                      | «Society»                | —      | —  | 83 | Full Circle        |
| 1999                                      | «Alien»                  | 36     | —  | 62 | Straight Ahead     |
| 1999                                      | «Down Under»             | —      | 47 | 66 | Straight Ahead     |
| 2000                                      | «Victim of Reality»      | —      | —  | —  | Straight Ahead     |
| 2001                                      | «Fuck Authority»         | 38     | —  | —  | Land of the Free?  |
| 2001                                      | «Divine Intervention»    | —      | —  | —  | Land of the Free?  |
| 2003                                      | «Yesterdays»             | —      | —  | —  | From the Ashes     |
| 2003                                      | «Waiting»                | —      | —  | —  | From the Ashes     |
| 2004                                      | «God Save The USA»       | —      | —  | —  | From the Ashes     |
| 2005                                      | «Disconnect»             | —      | —  | —  | The Fuse           |
| 2005                                      | «Knocked Down»           | —      | —  | —  | The Fuse           |
| 2008                                      | «The Western World»      | 22     | —  | —  | Reason to Believe  |
| 2008                                      | «Die For You»            | —      | —  | —  | Reason to Believe  |
| 2009                                      | «One Reason»             | —      | —  | —  | Reason to Believe  |
| 2012                                      | «All or Nothing»         | —      | —  | —  | All or Nothing     |
| 2012                                      | «Let Us Hear Your Voice» | —      | —  | —  | All or Nothing     |
| «—» означає, що реліз не потрапив в чарт. |                          |        |    |    |                    |

## Музичні відео
- «Homesick» та «Dying to Know» (обидва треки з альбому 1993 року, «Unknown Road»)
- «Same Old Story» (видано у 1995; альбом «About Time»)
- «Society» та «Bro Hymn Tribute» (обидва з альбому «Full Circle», видані у 1997)
- «Alien» та «Straight Ahead» (обидва з альбому «Straight Ahead», видані у 1999)
- «Fuck Authority» та «My God» (обидва з альбому «Land of the Free», видані у 2001)
- «Knocked Down» (видано у 2006; альбом «The Fuse»)
- «The Western World» (видано у 2008; альбом «Reason to Believe»)
- «Let Us Hear Your Voice» та «Revolution» (видано у 2012; альбом «All or Nothing»)
- «Violence Never Ending» (видано у 2014; альбом «Yesterdays»)